# Pūsjīn
Pūsjīn (persiska: بوسجين, پوسجين, Būsjīn) är en ort i Iran.   Den ligger i provinsen Ardabil, i den nordvästra delen av landet, 400 km nordväst om huvudstaden Teheran. Pūsjīn ligger 1 465 meter över havet och antalet invånare är 629.
Terrängen runt Pūsjīn är kuperad österut, men västerut är den platt. Pūsjīn ligger nere i en dal. Runt Pūsjīn är det ganska glesbefolkat, med 38 invånare per kvadratkilometer. Närmaste större samhälle är Kūrā'īm, 7,0 km sydväst om Pūsjīn. Trakten runt Pūsjīn består i huvudsak av gräsmarker.